# Le Givre
 Le Givre  es una población y comuna francesa, en la región de Países del Loira, departamento de Vendée, en el distrito de Les Sables-d'Olonne y cantón de Moutiers-les-Mauxfaits.

## Demografía
| 351 | 282 | 263 | 276 | 265 | 273 |
| Para los censos de 1962 a 1999 la población legal corresponde a la población sin duplicidades (Fuente: INSEE [Consultar]) |     |     |     |     |     |